# Frank Coe

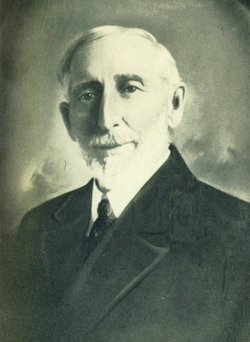
Frank Coe c. 1930

Benjamin Franklin "Frank" Coe (1 de Outubro de 1851 - 16 de Setembro de 1931) foi um caçador, rancheiro e pistoleiro norte americano. Frank participou da infame Guerra do Condado de Lincoln no Novo México durante o ano de 1878. Membro dos Reguladores de Lincoln, foi um dos amigos próximos do famoso fora da lei William H. Bonney, conhecido como Billy The Kid. Muitos detalhes sobre a guerra em Lincoln e até mesmo sobre Billy The Kid, provém de uma entrevista que Frank concedeu ao jornalista J. Havetts Haley em 1927 na cidade de San Patricio.

## Biografia
Franklin era o mais novo dos quatro filhos de Benjamin e Annie (Kerr). Nasceu em Moundville na Virgínia Ocidental. Mudou-se com a família para a cidade de Queen no Missouri em 1859. Seu irmão Lou juntou-se a uma caravana para o Novo México, onde viveu como rancheiro por um tempo, retornando para a casa da família para se casar com uma amiga de infância. As histórias do irmão sobre o oeste impressionaram o jovem Frank, que juntou-se aos irmãos na próxima viagem, chegando por fim ao Condado de Lincoln no Novo México. Em 1871 tornou-se sócio de um rancho com seu cunhado e amigo James "Ab" Saunders. No verão de 1876, Frank estava entre os Vigilantes locais que enforcaram o ladrão de cavalos Jesus Largo, em Lincoln (no grupo também estava Doc Scurlock).
No inverno de 1877 recebeu em seu rancho o jovem William H. Bonney (Henry McCarty) e os dois viriam a se tornar grandes amigos. Billy trabalhou temporariamente no rancho dos Coe, antes de ser empregado por Richard Brewer como vigia de gado do fazendeiro John Tunstall. Com o início do conflito em Lincoln, Frank e seu primo George Coe se juntaram aos amigos e vizinhos para vingar a morte de Tunstall. 
Algum tempo após o fim do conflito, Frank e George fugiram para o norte. Envolvido novamente em escaramuças entre foras da lei e Vigilantes, Frank Coe voltou ao Condado de Lincoln onde casou-se com Helena Anne em 7 de Fevereiro de 1881. Comprou o antigo rancho de Richard Brewer em 1882, onde se estabeleceu com sua família. Na noite de 4 de Outubro de 1898, uma de suas filhas tentou fugir de casa para casar com Irvin Lesnett. Durante a ação, Irvin disparou contra Frank com uma Winchester mas errou o alvo. Frank por outro lado, acertou Irvin em cheio com um tiro de escopeta. O jovem não resistiu aos ferimentos e acabou morrendo. Frank foi julgado e absolvido por legítima defesa em Roswell em 22 de Março de 1900. Fragilizado pela pneumonia, Frank Coe morreu em 16 de Setembro de 1931, aos 80 anos.